# Wolfgang Nagel
Wolfgang Nagel (* 3. August 1944 in Ludom, damals Lüdden/Warthe, Landkreis Obornik) ist ein deutscher Politiker (SPD). Er war von 1981 bis 1999 Mitglied des Abgeordnetenhauses und von 1989 bis 1996 Senator für Bau- und Wohnungswesen in Berlin.

## Leben
Nagel wurde als Sohn eines Postbeamten geboren. Nach dem Abitur im Jahr 1965 in Bielefeld studierte er von 1966 bis 1972 Psychologie, Geschichte, Germanistik, und Pädagogik an der Freien Universität Berlin und an der Universität Münster. In den Jahren 1967 bis 1970 war er Erzieher in einem städtischen Kinderheim in Berlin-Wilmersdorf. Im Deutschen Institut für Urbanistik arbeitete er ab 1971 als wissenschaftlicher Mitarbeiter und von 1978 bis 1986 als Redakteur und Leiter der Pressestelle. Ab 1996 arbeitete er als Projektentwickler auf der Position eines kaufmännischen Geschäftsführers bei der Bredero Projekt Berlin, einer Gesellschaft der Fundus-Gruppe.
Nagel ist seit dem Jahr 1971 Mitglied der SPD. Er war ab 1983 Vorsitzender des Ausschusses für Wohnungspolitik und Stadtentwicklung im Landesverband der SPD Berlin, für die er von 1987 bis 1989 als Wahlkampfleiter fungierte.
Nagel war in den Jahren 1975 bis 1981 Mitglied der Bezirksverordnetenversammlung Charlottenburg und dort stellvertretender Vorsitzender der SPD-Fraktion. Bei der Wahl 1981 wurde er erstmals in das Abgeordnetenhaus von Berlin gewählt. Sein Mandat wurde jeweils bei den Wahlen zum Abgeordnetenhaus 1985, 1989, 1990 und 1995 bestätigt. Von März 1989 bis Januar 1996 amtierte er als Senator für Bau- und Wohnungswesen in den Senaten Momper und Diepgen III. 1999 schied er aus dem Abgeordnetenhaus aus.
Wolfgang Nagel ist verheiratet und hat vier Kinder.